# 澳大利亞勳章
澳大利亞勳章（英語：Order of Australia）是由澳大利亞女王伊莉莎白二世因應澳大利亚政府的建議，于1975年2月14日創建，旨在表彰澳洲公民及其他人士的突出成就或卓越貢獻。在澳大利亞勳章建立之前，澳大利亞公民的表彰是授予英國對應勛位。
勳章分為民事和軍事組別，並有以下由高至低的勳銜：
- 爵級勳章或女爵級勳章（AK或AD——只限民事組別——1986年起停止頒授，2014年勛位復頒，2015年再次停止頒授）；[2]
- 澳大利亞同伴勳章（AC）；
- 澳大利亞官佐勳章（AO）；
- 澳大利亞員佐勳章（AM）；以及
- 澳大利亞勳位獎章（OAM）[3]